# Eimsbütteler TV
Eimsbütteler Turnverband – niemiecki klub sportowy z hamburskiej dzielnicy Eimsbüttel. Istnieją tam sekcje piłki nożnej, siatkówki, piłki ręcznej, baseballu i gimnastyki artystycznej.

## Historia
Klub założono 12 czerwca 1889 pod nazwą Eimsbütteler Männerturnverein, jednak już po miesiącu w wyniku rozłamu doszło do założenia drugiego klubu o nazwie Eimsbütteler Turnerschaft. W 1898 oba kluby połączyły się w Eimsbütteler Turnverband. W latach 1934–1942 klub wygrywał pięciokrotnie najwyższą w hierarchii niemieckich ligowych rozgrywek piłkarskich Gaulige Marchia Północna. Klub w latach 1948–1956 występował w pierwszej lidze niemieckiej w piłce nożnej (wtedy Oberliga – Grupa Północ).
W 2011 roku klub zdobył Puchar Hamburga, co dało mu prawo występu w pierwszej rundzie Pucharu Niemiec. 30 czerwca 2011 cała drużyna wraz z trenerami z powodów finansowych odeszła jednak z klubu.

## Sukcesy
- Mistrzostwo Niemiec w piłce nożnej: 1/8 finału 1942
- Puchar Hamburga: zdobywca 2011
- Mistrzostwo kobiet w piłce ręcznej: zdobywca 1958, 1959, 1963, 1967
- Mistrzostwo kobiet w softballu: zdobywca 1990, 1995, 2005, 2008

## Znani piłkarze
- Hans Rohde, 25 meczów w reprezentacji Niemiec
- Otto Rohwedder, 5 meczów w reprezentacji Niemiec
- Hermann Neiße, 3 mecze w reprezentacji Niemiec
- Erwin Stührk, 3 mecze w reprezentacji Niemiec
- Herbert Panse, 1 mecz w reprezentacji Niemiec